# المحافظون والإصلاحيون الأوروبيون
كتلة المحافظين والإصلاحيين الأوروبيين (بالإنجليزية: European Conservatives and Reformists) تُختصر (ECR) عبارة عن كتلة سياسية في البرلمان الأوروبي ذات خلفية شكوكية معادية للفيدرالية الأوروبية. تضم هذه الكتلة نواب حزب المحافظين والإصلاحيين في أوروبا ‏ (ACRE)، وهو الحزب السياسي الأوروبي (المعروف سابقًا باسم تحالف المحافظين والإصلاحيين الأوروبيين) كما أنها تشمل أيضًا نواب البرلمان الأوروبي من أربعة أحزاب أوروبية أخرى وثلاثة عشر نائباً غير مرتبطين حزبياً. تركز الكتلة على إصلاح الاتحاد الأوروبي (EU) على أساس الواقعية الأوروبية بدلاً من الرفض التام للاتحاد الأوروبي (معاداة الاتحاد الأوروبي).